# Scaphiopus hurterii
Scaphiopus hurterii är en groddjursart som beskrevs av Strecker 1910. Scaphiopus hurterii ingår i släktet Scaphiopus och familjen Scaphiopodidae. IUCN kategoriserar arten globalt som livskraftig. Inga underarter finns listade i Catalogue of Life.